# Liste von Leuchttürmen in Kroatien
Die Liste von Leuchttürmen in Kroatien nennt Leuchttürme an der Mittelmeerküste von Kroatien.

## Liste
| Name                        | Region        | Gewässer               | Position                         | Baujahr   | Turmhöhe | Feuerhöhe | Kennung      | Tragweite | Bild |
| --------------------------- | ------------- | ---------------------- | -------------------------------- | --------- | -------- | --------- | ------------ | --------- | ---- |
| Rovinj, Punta Santa Eufemia | Istrien       | Golf von Venedig       | 45° 5′ 2,5″ N, 13° 37′ 46,3″ O   | 1883/1903 | 7 m      | 19 m      | Fl.W.4s      |           |      |
| Sveti Ivan na Pučini        | Istrien       | Golf von Venedig       | 45° 2′ 34,7″ N, 13° 36′ 51,2″ O  | 1853      | 15 m     | 23 m      | Fl(2)W.10s   | 24 sm     |      |
| Peneda                      | Istrien       | Golf von Venedig       | 44° 53′ 17″ N, 13° 45′ 11,3″ O   | 1877      | 15 m     | 20 m      | Iso W 4s     | 11 sm     |      |
| Porer                       | Istrien       | Golf von Venedig       | 44° 45′ 29,2″ N, 13° 53′ 27,4″ O | 1833      | 31 m     | 35 m      | Fl(3)W.15s   | 25 sm     |      |
| Plič Albanež                | Istrien       | Adria / Kvarner Bucht  | 44° 44′ 10″ N, 13° 54′ 15″ O     | 1910      | 15 m     | 15 m      | Fl(2)WR.8s   | 10/6 sm   |      |
| Prestenice                  | Cres          | Adria / Kvarner Bucht  | 45° 7′ 12,6″ N, 14° 16′ 22,4″ O  | 1872      | 13 m     | 17 m      | Fl(2)W.10s   | 10 sm     |      |
| Zaglav                      | Cres          | Adria / Kvarner Bucht  | 44° 55′ 16,2″ N, 14° 17′ 18,4″ O | 1876      | 15 m     | 20 m      | Fl(3)WR.15s  | 10 sm     |      |
| Trstenik                    | Trstenik      | Adria / Kvarner Bucht  | 44° 40′ 7,4″ N, 14° 34′ 41,3″ O  | 1873      | -- m     | 26 m      | Fl W/G. 10s  | 11/8 sm   |      |
| Vnetak                      | Unije         | Adria / Kvarner Bucht  | 44° 37′ 9,6″ N, 14° 14′ 8,5″ O   | 1873      | 13 m     | 17 m      | Fl(3)WR.10s  | 10/7 sm   |      |
| Koludarc                    | Koludarc      | Adria / Kvarner Bucht  | 44° 33′ 27,6″ N, 14° 25′ 48,1″ O | 1873      | 7 m      | 10 m      | Fl G.3s      | 3 sm      |      |
| Murtar                      | Murtar        | Adria / Kvarner Bucht  | 44° 33′ 0,2″ N, 14° 25′ 16,2″ O  | 1867      | 5 m      | 9 m       | Fl W.8s      | 8 sm      |      |
| Susak                       | Susak         | Adria / Kvarner Bucht  | 44° 30′ 51,9″ N, 14° 18′ 6,3″ O  | 1881      | 12 m     | 100 m     | Fl(2)W.10s   | 19 sm     |      |
| Prisnjak                    | Prisnjak      | Adria / Mittlere Adria | 43° 49′ 31,7″ N, 15° 33′ 32,1″ O | 1886      | - m      | 19 m      | Fl(3)W.10s   | 9 sm      |      |
| Kukuljari                   | Kukuljari     | Adria / Mittlere Adria | 43° 45′ 36,6″ N, 15° 38′ 2,7″ O  | 1881      | 5 m      | 11 m      | Fl W.5s      | 10 sm     |      |
| Smokvica Vela               | Smokvica Vela | Adria / Mittlere Adria | 43° 44′ 3,5″ N, 15° 28′ 22,6″ O  | ?         | 8 m      | 13 m      | Fl R. 3s     | 5 sm      |      |
| Blitvenica                  | Blitvenica    | Adria / Mittlere Adria | 43° 37′ 30,7″ N, 15° 34′ 28,1″ O | 1872      | 21 m     | 38 m      | Fl(2) W. 30s | 24 sm     |      |
| Kremik                      | Kremik        | Adria / Mittlere Adria | 43° 34′ 28,1″ N, 15° 54′ 59,7″ O | 1899      | 8 m      | 10 m      | Fl W. 3s     | 8 sm      |      |